# 와타리군

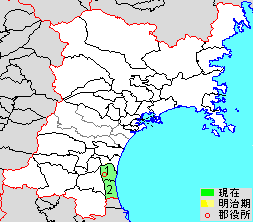
미야기현 와타리군의 위치((1.와타리정 2.야마모토정)

와타리군(일본어: 亘理郡, わたりぐん)은 일본 미야기현(무쓰국·이와키국)의 군이다.
인구 43,752명, 면적 138.18km², 인구밀도 317명/km².(2025년 3월 1일, 추계인구)
이하 2정으로 구성된다
- 와타리정(亘理町)
- 야마모토정(山元町)

## 군역
1878년 행정 구역으로 발족 당시의 군역은 위의 2정에 이와누마시의 일부를 더한 구역에 해당한다.

## 역사
- 1878년 10월 21일 - 군구정촌 편제법이 미야기현에서 시행되면서, 행정 구역으로서의 와타리군이 발족.

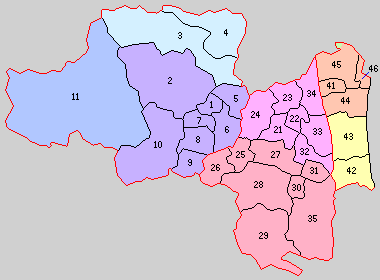
41.와타리정 42.사카모토촌 43.야마시타촌 44.요시다촌 45.오쿠마촌 46.아라하마촌
(등색:와타리정 노랑:야마모토정 녹색:이와누마시. 1-11은 갓타군 21-35는 이구군)

- 1889년 4월 1일 - 정촌제 시행으로, 아래의 정촌이 발족.(1정 5촌)
  - 와타리정(亘理町)(현존)
  - 사카모토촌(坂元村): 현 야마모토정
  - 야마시타촌(山下村): 현 야마모토정
  - 요시다촌(吉田村): 현 와타리정
  - 오쿠마촌(逢隈村): 현 와타리정
  - 아라하마촌(荒浜村): 현 와타리정
- 1943년 4월 29일 - 아라하마촌이 정제 시행으로 아라하마정(荒浜町)이 됨.(2정 4촌)
- 1947년 1월 11일 - 오쿠마촌 중 아부쿠마강 북안 부분(2.44km2)이 나토리군 이와누마정에 편입.
- 1955년 2월 1일 (2정)
  - 와타리정·아라하마정·요시다촌·오쿠마촌이 합병하여, 새로이 와타리정이 발족.
  - 야마시타촌·사카모토촌이 합병하여, 야마모토정(山元町)이 발족.

## 참고 문헌
- 《가도카와 일본 지명 대사전》 편집위원회, 편집. (1979년 12월 1일). 《가도카와 일본 지명 대사전》. 4 미야기현. 가도카와 쇼텐. ISBN 4040010302.